# Saint-Gor
Saint-Gor ist eine französische Gemeinde mit 312 Einwohnern (Stand 1. Januar 2022) im Département Landes in der Region Nouvelle-Aquitaine. Sie gehört zum Arrondissement Mont-de-Marsan und zum Kanton Haute Lande Armagnac. 
Das Gemeindegebiet wird vom Fluss Estampon durchquert, in den hier der Launet und die Vialote einmünden.
Nachbargemeinden sind Retjons im Nordwesten, Bourriot-Bergonce im Norden, Losse im Nordosten, Vielle-Soubiran im Osten, Saint-Justin im Süden, Sarbazan und Roquefort im Südwesten und Arue im Westen.

## Bevölkerungsentwicklung
| Jahr      | 1962 | 1968 | 1975 | 1982 | 1990 | 1999 | 2008 | 2017 |
| --------- | ---- | ---- | ---- | ---- | ---- | ---- | ---- | ---- |
| Einwohner | 365  | 308  | 251  | 232  | 241  | 270  | 283  | 302  |

## Sehenswürdigkeiten

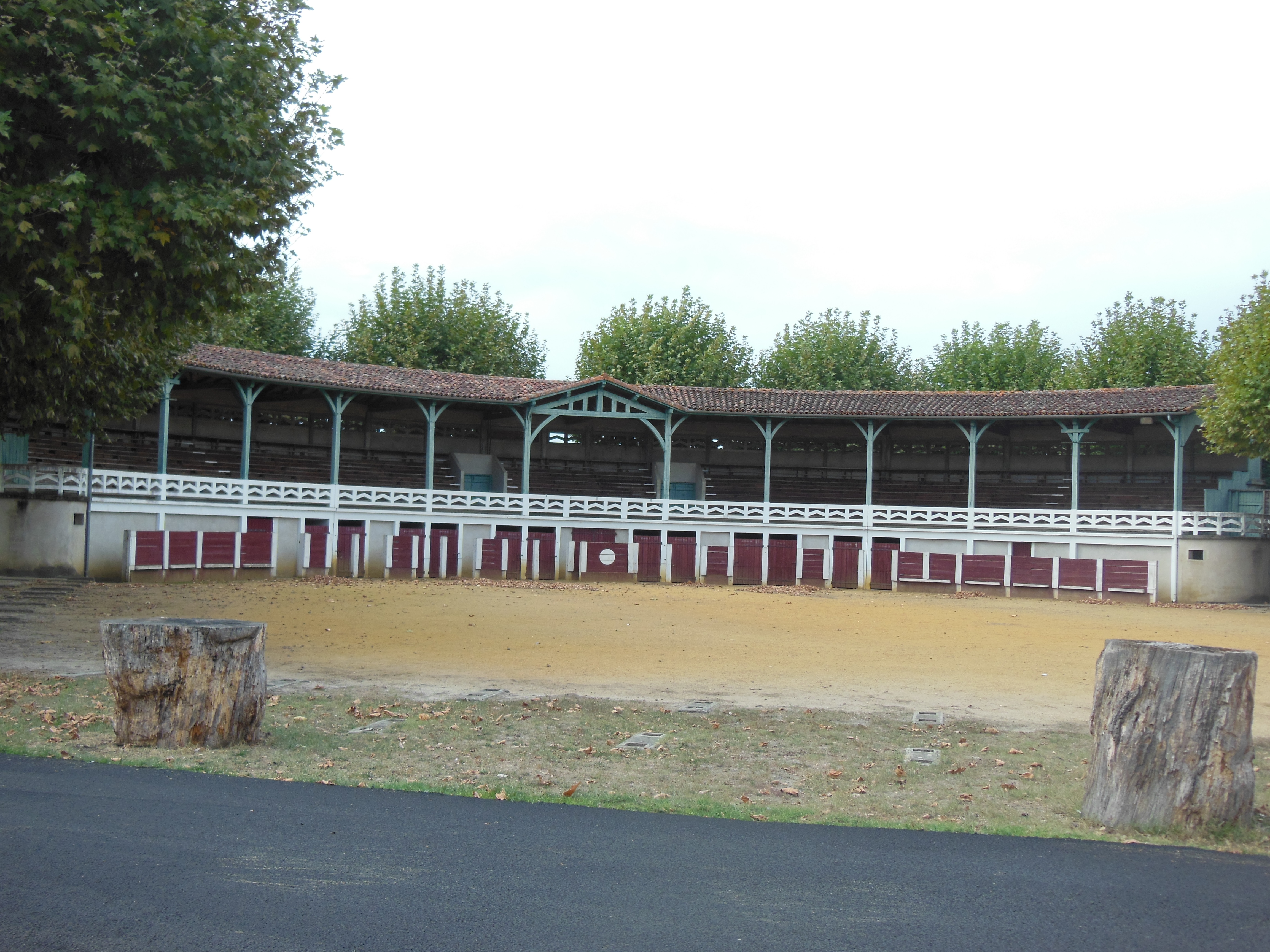
Arena von Saint-Gor
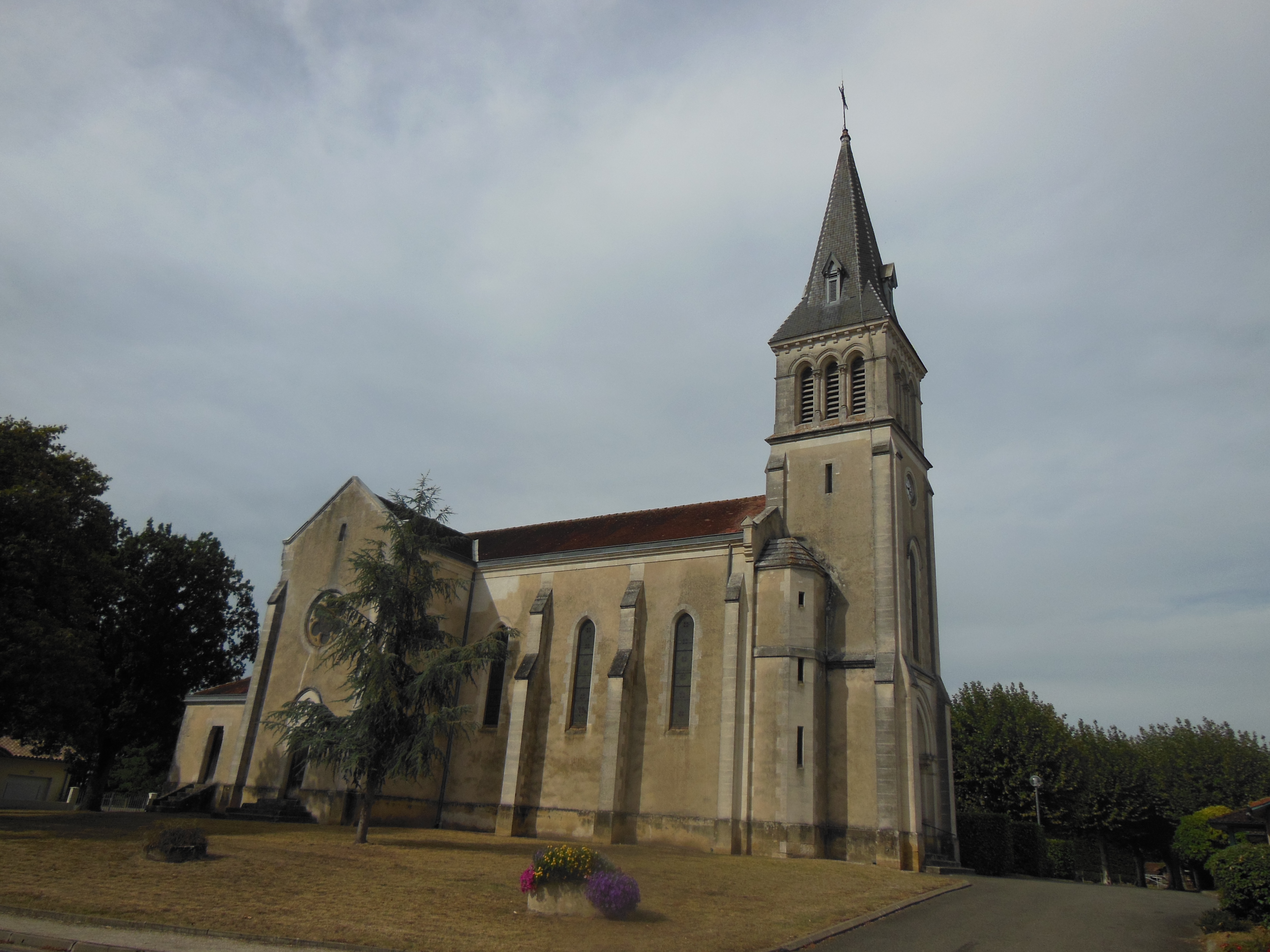
Kirche Saint-Pierre
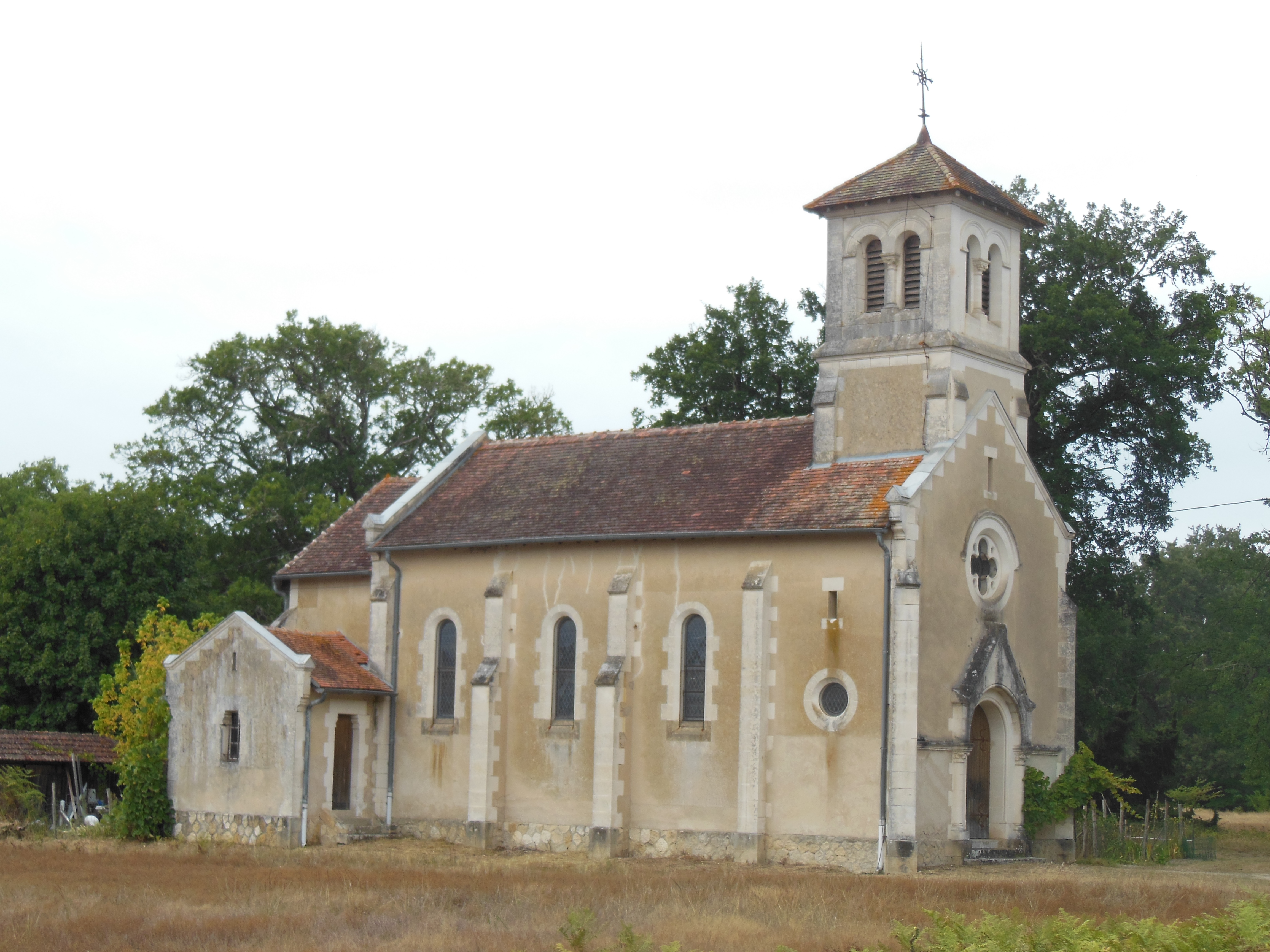
Kirche Saint-Loup im Ortsteil Saint-Mézard